# Gymnothorax austrinus
Gymnothorax austrinus és una espècie de peix de la família dels murènids i de l'ordre dels anguil·liformes.

## Morfologia
Les femelles poden assolir els 88,2 cm de longitud total.

## Distribució geogràfica
Es troba a Victòria (Austràlia).